# František Hůlka
František Hůlka (19. prosince 1857 Votice – 21. února 1909 Praha-Staré Město) byl český obchodník, podnikatel a letec, pilot balonu, jeden ze stěžejních členů České aeronautické společnosti. Roku 1893 se absolvoval spolu s Ferdinandem Wandasem dvoučlenný let balonem Ressel, který byl prvním samostatným letem české posádky.

## Životopis

### Mládí
Narodil se ve Voticích v jižních Čechách v rodině kožešníka Františka Hůlky (1827–1884) a jeho ženy Josefy, rozené Mrázkové. Jeho otec následně s rodinou přesídlil do Prahy a začal zde od roku 1875 podnikat ve výrobě vína a lihovarnictví. Byl vlastníkem domu č. 1 na Kozím plácku na Starém městě. Zemřel roku 1884 a František mladší se jako prvorozený, a také jediný syn, který se dožil dospělosti, stal dědicem rodinného podniku.
Hůlka se od mládí hluboce zajímal o tehdy rozvíjející se způsob vzduchoplavby pomocí plynem plněných balonů. Ve druhé polovině 80. let navštívil Německo a Francii. Ve Francii se patrně poprvé dostal k balonovému létání a absolvoval své první lety. Seznámil se s francouzským letcem Edouardem Surcoufem. Hůlka se zde rovněž stal členem v Paříži sídlící francouzské aeronautické společnosti Commission permanente internationale d’Aeronautique a Paris.

### Česká aeronautická společnost

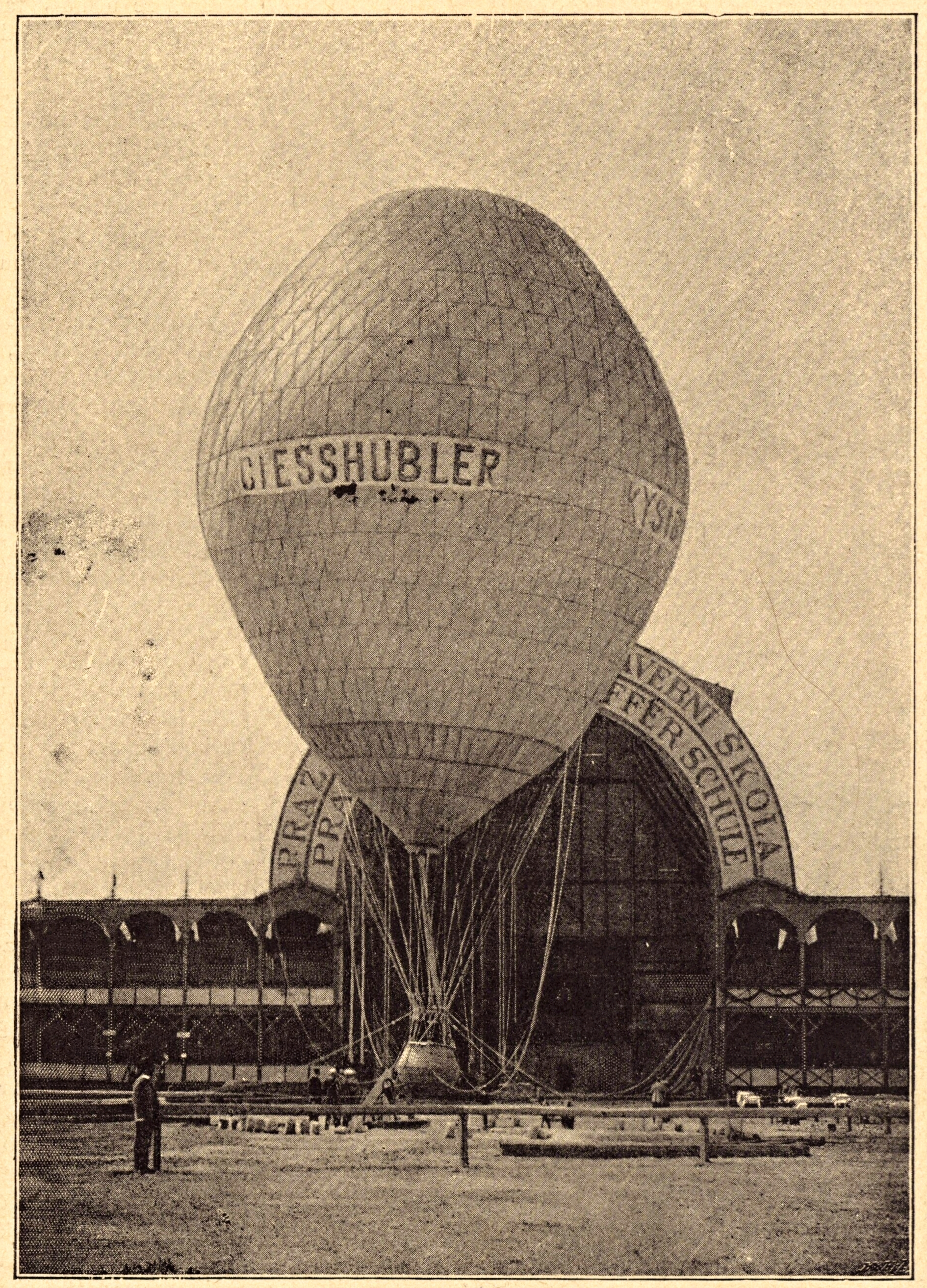
Balon Kysibelka v Balonové aréně před hangárem s dvojjazyčným nápisem Pražská vzduchoplavecká škola v roce 1892

Zájem o balonové létání vzrostl zejména při konání Zemské jubilejní výstavy konané roku 1891 v Praze, kde prováděl lety balonem Kysibelka německý letec Max Wolff. Téhož roku došlo k založené České aeronautické společnosti, ke které se František Hůlka následně připojil. Jejími dalšími členy byli například Dr. František Vaněk, Ing. Gustav Victor Finger, vzduchoplavec a kamnář Antonín Lipan či Ferdinand Wandas. Jejím předsedou byl Dr. Václav Zenger. Společnost též spolupracovala s francouzskými piloty balonů Edouardem Surcoufem a Louisem Godardem, kteří v Praze přechodně působili a pořádali odsud své volné lety (Godard např. roku 1891 vykonal let z Prahy až k Baltskému moři, spolu s ním letěl pražský nakladatel J. R. Vilímek). Hůlka spolu s Wandasem složil pod vedením Eduarda Surcoufa zkoušky pro řízení balonu, mimo jiné byl díky svému jmění štědrým sponzorem aktivit společnosti.

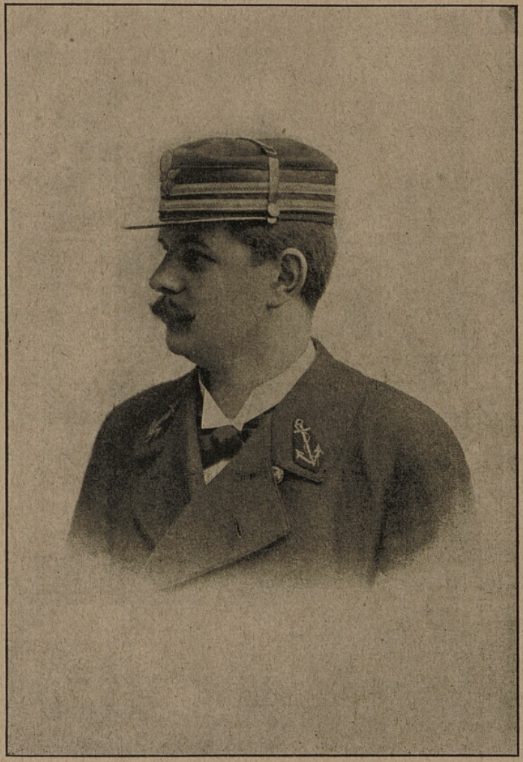
Ferdinand Wandas

Roku 1893 zakoupila Česká aeronautická společnost za 4 000 franků balon plněný plynem, francouzské výroby. Pojmenovala jej Ressel, podle vynálezce lodního šroubu českého původu Josefa Ressela. Jako startovní plocha balonů byla vybudována dřevěná balonová aréna na Výstavišti Praha. První let vykonal se strojem Surcouf 31. srpna 1893 z Prahy přes Královské Vinohrady a Nusle do Dobřejovic, dalšími členy posádky byli Ferdinand Wandas a člen ČAS Černík. Ve stejném složení absolvovali s Resselem i druhý let 3. září. Hůlka vzlétl jako člen posádky třetího letu pod velením Surcoufa 9. září v 5:20 ráno. Balon vzlétl z Prahy, pokračoval přes Karlín a VInoř, krátce před šestou ranní pak přistál v Dřevčicích u Brandýsa nad Labem. V průběhu září a začátku října letěl Hůlka v Surcoufově posádce ještě pětkrát.
8. října 1893 pak František Hůlka stanul spolu s Wandasem (ten absolvoval 6 letů) v čele dvoučlenné posádky, která měla provést historicky první samostatný let českých vzduchoplavců. Za časného rána přišly na odletovou plochu v Holešovicích sledovat vzlet davy lidí, přítomni byli též členové ČAS včetně předsedy Zengera. Balón na svém tělese nesl látkový transparent nápisem Na zdar! a byl opatřen praporem v českých národních barvách, červené a bíle. Hůlka a Wandas byli oděni v letecké uniformy. Balon Ressel vzlétl z Prahy v 5:20 za jasného počasí a pokračoval severozápadním směrem přes Bubeneč a v 5:50 přistál nedaleko Kopaniny u Kněževse.
Hůlka následně jen v letech 1893 až 1900 vykonal s balonem Ressel jako kapitán na 60 samostatných letů, startovaných z Prahy, kdy při zhruba hodinových letech dosáhl vzdálenosti v rádiu 20 až 30 kilometrů od místa vzletu. 18. srpna 1895 dosáhl při letu směrem na Velké Popovice českého výškového rekordu, kdy dosáhl výšky 3 600 metru, který se podařilo překonat až později letem motorovým letounem. 16. června 1895 pilotoval také let, kterého se zúčastnila spolu s p. Vimmerem také slečna Ludmila Švagrovská, sportovní nadšenkyně, dcera propagátora sportů a vydavatele prvního českého sportovního magazínu Sportovní obzory Maxe Švagrovského. Stala se tak jednou z prvních a nejmladších Češek, které se vznesly do vzduchu. 30. června téhož roku absolvovala další let, tentokrát na trase Praha–Počernice, kterého se účastnil také Max Švagrovský. Žen se balonových letů účastnilo několik, mezi nimi i Hůlkova matka Josefa. 7. července 1895 provedl Hůlka let s přistáním v Heřmaničkách, kterého byl účasten architekt Pištěk.
Roku 1900 založili Hůlka, Wandas a Lipan novou organizaci, Aeronautický klub, se sídlem v hotelu U arcivévody Štěpána na Václavském náměstí. Roku 1905 si Hůlka pořídil vlastní balón nazvaný Praha, se kterým uskutečnil čtyři vzlety. Poslední let absolvoval 18. října 1908 s přistáním u Berouna v doprovodu novináře a redaktora Heinze. Celkem za svou kariéru podnikl více než 100 vzletů.
Mimo jiné byl Hůlka činný ve veřejném a spolkovém životě, byl například přísedícím obchodního soudu či členem pražského Sokola.

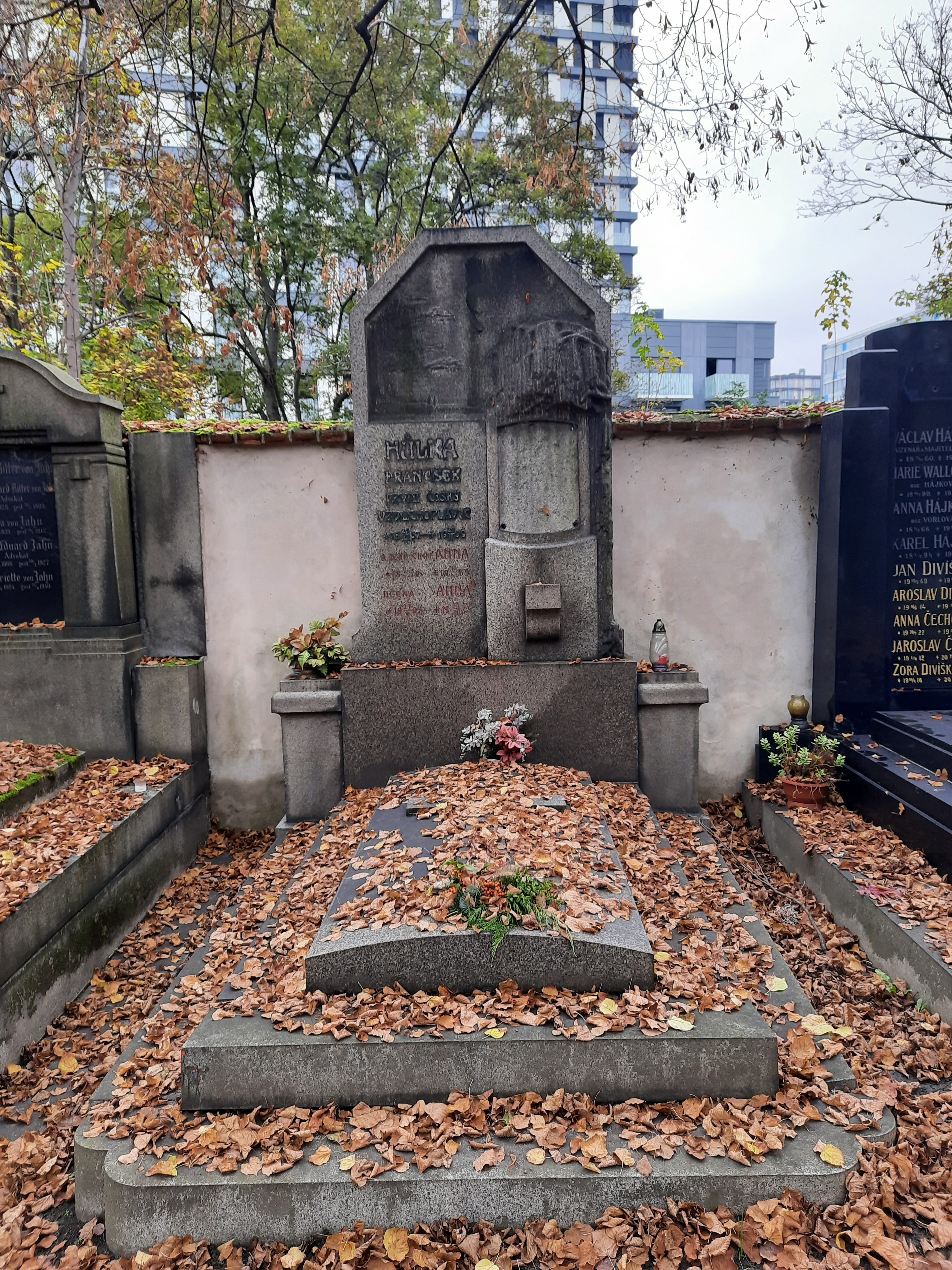
Hrobka rodiny Františka Hůlky na Olšanských hřbitovech

### Úmrtí
V náročné životní situaci se František Hůlka 21. února 1909 pokusil o sebevraždu. Čin provedl svým dlouhým nožem, který používal ve výstroji při balonových letech, který si několikrát vbodl do břicha. Byl převezen do pražské nemocnice Milosrdných bratří, kde svým zraněním podlehl ve věku 51 let. Byl pohřben na hřbitově v rodinné secesně zdobené hrobce u severní zdi na Olšanských hřbitovech. Hrobka nese u Hůlkova jména nápis První český vzduchoplavec, Hůlkova plastiková podobizna, v horní části je umístěn kovový reliéf znázorňující panorama Hradčan se Svatovítskou katedrálou, nad kterým se nese balon. Autorem secesního díla by mohl být pražský sochař Vilém Amort, specializující se na návrhy hrobek, často pak předčasně zesnulých.

### Po smrti
Po tragické smrti Františka Hůlky přišla ČAS o výraznou osobnost domácího letectví. V následujících letech byly její aktivity utlumeny, dílem rozvojem českého motorového letectví reprezentovaného například Janem Kašparem či Metodějem Vlachem, dílem vypuknutím první světové války roku 1914.
Síť, koš a kruh balónu Hůlkova balonu Praha jsou vystaveny v dopravní hale Národního technického muzea v Praze, ve sbírkách muzea jsou uloženy rovněž části balonu Ressel.

### Rodinný život
František Hůlka byl ženatý s Annou, rozenou Aisnerovou, svatba proběhla 6. února 1902 v Klatovech, odkud Anna pocházela. Téhož roku se manželům narodila dcera Anna.